# Mothers of Derick
Mothers of Derick (Originaltitel: Mães do Derick) ist ein brasilianischer Dokumentarfilm des brasilianischen Regisseurs Cássio Kelm Soares aus dem Jahr 2020.

## Handlung
An der südlichen Küste Brasiliens leben Thammy, Ana, Bruna und Chiva und ziehen gemeinsam den neunjährigen Jungen Derick auf. Ihr Leben und die gemeinsame Elternschaft ist von einer queerfeministischen, nicht-monogamen und anarchistischen Praxis geprägt. Ihre Ansichten äußern die Protagonistinnen auch in verschiedenen Musicaleinlagen, die die dokumentarische Handlung immer wieder unterbrechen. An einem abgeschiedenen Ort im Wald bauen die vier Mütter von Derick ihr eigenes Haus und sind dabei von der Räumung durch die örtliche Polizei bedroht.

## Veröffentlichung
Mothers of Derick wurde am 17. November 2020 auf dem 28. MixBrasil Festival de Cultura da Diversidade uraufgeführt. Der Film wurde außerdem auf verschiedenen Festivals weltweit gezeigt, unter anderem im Jahr 2022 auf dem XPOSED Queer Film Festival Berlin, dem Queer Lisboa Filmfestival und dem Internationalen Frauen Film Fest Dortmund + Köln.

## Rezeption
Die taz beschreibt Mothers of Derick als „ein intimes, fast zärtliches Porträt dieser ungewöhnlichen Familie im Kampf gegen gesellschaftliche Normvorstellungen und staatliche Drohungen.“ Im Interview mit dem Magazin Siegessäule lobt Programmkurator Merle Groneweg die filmische Darstellung der Familienkonstellation in Mothers auf Derick, die „weder hinterfragt noch erklärt, sondern einfach auf wunderbar warme Weise beobachtet“ wird.

## Auszeichnungen
Torino Film Festival
- 2020: Nominierung in Best International Documentary Film[9]